# Ormocarpum klainei
Ormocarpum klainei är en ärtväxtart som beskrevs av Tisser. Ormocarpum klainei ingår i släktet Ormocarpum och familjen ärtväxter. IUCN kategoriserar arten globalt som akut hotad. Inga underarter finns listade i Catalogue of Life.